# Pou de glaç de la Font del Barbot
El Pou de glaç de la Font del Barbot és una poua, o pou de glaç, del terme municipal de Castellcir, al Moianès. És en terres del poble rural de Santa Coloma Sasserra.
Està situat a prop i al sud de la Font del Barbot, a una certa distància a migdia del paratge del Barbot. És a l'esquerra del torrent del Soler, a prop i a llevant de la masia de Serracaixeta, la qual queda enlairada damunt del lloc on hi ha la poua. És al sud d'on en el torrent del Soler aflueix el torrent de la Font del Pardal i al nord del lloc on hi aflueix el torrent de Sauva Negra.
És al costat de ponent del camí que davalla des del Barbot per l'esquerra del torrent, fins a trobar el Camí de Santa Maria. No és gaire lluny al nord del Pou Cavaller.
Entre els segles XVII i XX, es feia glaç aprofitant les obagues i l'aigua de les rieres, entre elles la de Castellcir, per vendre'l a Castellterçol, Moià i Barcelona. El transport es feia a la nit en carruatges de tir animal.

## Etimologia
El nom d'aquesta poua és convencional i recent, de caràcter descriptiu: és a prop de la Font del Barbot.